# Vou Te Amarrar na Minha Cama
"Vou Te Amarrar Na Minha Cama" é uma canção da dupla sertaneja brasileira As Marcianas e escrita por Ed Wilson e Solange di César. Foi regravada por Bruno & Marrone, versão lançada em 17 de junho de 2014 no iTunes.  Esta versão estreou em primeiro lugar na parada musical Brasil Hot 100 Airplay, publicada pela revista Billboard Brasil.

## Desempenho nas tabelas musicais
| Tabela musical (2014)                       | Melhor posição |
| ------------------------------------------- | -------------- |
| Brasil - (Billboard Brasil Hot 100 Airplay) | 1              |